# Ostrów Mazowiecka (gmina)
Pour les articles homonymes, voir Ostrów Mazowiecka (homonymie).
Ostrów Mazowiecka est une gmina rurale (gmina wiejska) de la powiat d'Ostrów Mazowiecka, dans la Voïvodie de Mazovie, dans le centre-est de la Pologne.
Son siège administratif (chef-lieu) est la ville d'Ostrów Mazowiecka, bien qu'elle ne fasse pas partie du territoire de la gmina et qui se situe environ 94 kilomètres au nord-est de Varsovie (capitale de la Pologne).
La gmina couvre une superficie de 283,71 km2 pour une population de 12 654 habitants en 2006.

## Histoire
De 1975 à 1998, la gmina est attachée administrativement à la Powiat d'Ostrów dans la voïvodie d'Ostrołęka.

Depuis 1999, elle fait partie de la voïvodie de Mazovie.

## Géographie
La gmina inclut les villages et localités de :

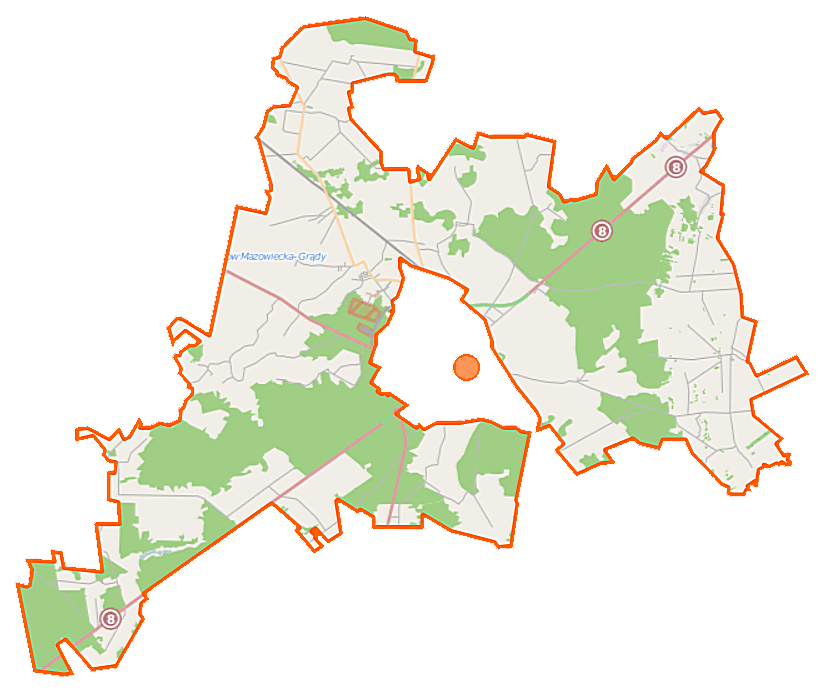
Plan de la gmina

- Antoniewo
- Biel
- Budy-Grudzie
- Dybki
- Fidury
- Guty-Bujno
- Jasienica
- Jelenie
- Jelonki
- Kalinowo
- Kalinowo-Parcele
- Komorowo
- Nagoszewka Druga
- Nagoszewka Pierwsza
- Nagoszewo
- Nieskórz
- Nowa Grabownica
- Nowa Osuchowa
- Nowe Lubiejewo
- Pałapus Szlachecki
- Pałapus Włościański
- Podborze
- Pólki
- Popielarnia
- Prosienica
- Przyjmy
- Rogóźnia
- Sielc
- Smolechy
- Stara Grabownica
- Stara Osuchowa
- Stare Lubiejewo
- Stok
- Sulęcin-Kolonia
- Ugniewo
- Wiśniewo
- Zakrzewek
- Zalesie

### Gminy voisines
La gmina d'Ostrów Mazowiecka est voisine de :
- la ville de :
  - Ostrów Mazowiecka
- et des gminy suivantes :
  - Andrzejewo
  - Brańszczyk
  - Brok
  - Czerwin
  - Długosiodło
  - Małkinia Górna
  - Stary Lubotyń
  - Szumowo
  - Wąsewo
  - Zaręby Kościelne

## Structure du terrain
D'après les données de 2002, la superficie de la commune d'Ostrów Mazowiecka est de 283,71 km2, répartis comme tel :
- terres agricoles : 53%
- forêts : 39%

La commune représente 23,17% de la superficie du powiat.

## Démographie
Données du 30 juin 2004 :
| Description        | Total  | Total | Femmes | Femmes | Hommes | Hommes |
| ------------------ | ------ | ----- | ------ | ------ | ------ | ------ |
| Unité              | Nombre | %     | Nombre | %      | Nombre | %      |
| Population         | 12 735 | 100   | 6 329  | 49,7   | 6 406  | 50,3   |
| Densité (hab./km²) | 44,9   | 44,9  | 22,3   | 22,3   | 22,6   | 22,6   |